# Convenção de Espoo
A Convenção sobre Avaliação de Impacto Ambiental em um Contexto Transfronteiriço (informalmente chamada de Convenção de Espoo) é uma convenção da Comissão Econômica das Nações Unidas para a Europa (UNECE) assinada em Espoo, Finlândia, em 1991, que entrou em vigor em 1997. A Convenção estabelece as obrigações das Partes – isto é, dos Estados que concordaram em se comprometer com a Convenção – de realizar uma avaliação de impacto ambiental de certas atividades em um estágio inicial de planejamento. Também estabelece a obrigação geral dos Estados de notificar e consultar uns aos outros sobre todos os grandes projetos em consideração que possam ter um impacto ambiental adverso significativo além das fronteiras.
Em abril de 2014, o tratado havia sido ratificado por 44 estados e pela União Europeia.

## Emendas
A Convenção foi alterada duas vezes. A primeira emenda foi adotada em Sofia, Bulgária, em 2001; entrou em vigor em 26 de agosto de 2014. Ela abre a Convenção à adesão mediante aprovação pelos Estados Membros das Nações Unidas que não são membros da UNECE. A segunda emenda foi adotada em Cavtat, Croácia, em 2004; em setembro de 2016 ainda não estava em vigor. Uma vez em vigor, irá: permitir que as Partes afetadas participem da definição do escopo; exigir revisões de conformidade; revisar o Apêndice I da Convenção (lista de atividades); e fazer outras pequenas alterações.

## Procedimento
A Convenção envolve Partes de origem (Estados onde uma atividade está planejada) e Partes afetadas (Estados cujo território pode ser significativamente afetado negativamente pela atividade). As principais etapas processuais da Convenção são:
- aplicação da Convenção pela Parte de origem (Art. 2.2, 2.5/App. I+III)
- notificação da Parte afetada pela Parte de origem (Art. 3.1)
- confirmação da participação da Parte afetada (Art. 3.3)
- envio de informações da Parte afetada para a Parte de origem (Art. 3.6)
- participação pública na Parte afetada (Art. 3.8)
- preparação de documentação do EIA (Art. 4/App. II)
- distribuição dae documentação do EIA para fins de participação do público e de autoridades da Parte afetada (Art. 4.2)
- consulta entre as Partes interessadas (Art. 5º)
- decisão final da Parte de origem (Art. 6.1)
- transmissão da documentação da decisão final para a Parte afetada (Art. 6.2)
- análise pós-projeto (Art. 7.1/App. V)

## Comissões de consulta
O Artigo 3(7) da Convenção descreve um procedimento pelo qual as partes podem resolver diferenças por meios científicos e não judiciais. O primeiro caso em que foi criada uma comissão de inquérito sob o artigo 3.º, n.º 7, foi o do Canal Bystroe, a pedido da Roménia em 2004.
Um caso que envolveu países distantes no globo foi levantado pela Micronésia, que alegou que uma usina a carvão tcheca em Prunerov estava afetando significativamente seu clima devido ao aquecimento global.

## Assuntos relacionados
A Convenção também foi fundamental para a criação da Avaliação Ambiental Estratégica e foi complementada por um Protocolo sobre Avaliação Ambiental Estratégica.